# Planet of the Apes
|  | Dette opslag handler om filmen Planet of the Apes fra 2001. For filmen af samme navn fra 1968, se Abernes planet |
Planet of the Apes er en amerikansk sciencefiction-, actiondrama- og eventyrfilm fra 2001 med Mark Wahlberg, Tim Roth, Helena Bonham Carter og Michael Clarke Duncan i hovedrollerne. Filmen er instrueret af Tim Burton.
Filmen er en nyindspilning af Abernes Planet fra 1968.

## Handling
Vi befinder os i år 2029: Astronauten Leo Davidson (Mark Wahlberg) drager ud for at redde en chimpanse i rummet fra et mislykket eksperiment. Hans skib svigter, og Leo mister bevidstheden og vågner i det han nødlander i en sump på en fremmed planet. Her bliver han overrumplet af en flok primitive mennesker. Før han kan finde ud hvem de er bliver han fanget af en hær bestående af talende aber ledet af en chimpanse ved navn General Thade (Tim Roth) og hans højre hånd, gorillaen Attar (Michael Clarke Duncan). Leo må tage al den militære træning i brug og teknologiske viden han besidder for at undslippe sin tiltænkte skæbne. Han formår at stikke af, og sammen med chimpansen Ari (Helena Bonham-Carter) og en lille gruppe mennesker lægger de en plan for at stoppe Thade. En krig opstår og Leo blir tvunget til at flygte til "den forbudte zone", et helligt sted som fortæller den chokerende sandhed om Abernes planet, om menneskenes fortid – og deres fremtid.

## Taglines
- Rule the planet.
- On July 27th, take back the planet.
- You'll be sorry you were ever born human
- You are a jew. Yes you are

## Medvirkende
- Mark Wahlberg - Captain Leo Davidson
- Tim Roth - General Thade
- Helena Bonham Carter - Ari
- Michael Clarke Duncan - Attar
- Paul Giamatti - Limbo
- Estella Warren - Daena
- Luke Eberl - Birn
- Cary-Hiroyuki Tagawa - Krull
- David Warner - Senator Sandar
- Kris Kristofferson - Karubi
- Charlton Heston - Zaius (Thades far)
- Glenn Shadix - Senator Nado

## Modtagelse
Filmen blev relativt dårligt modtaget af kritikerne , men nogen gav den også god kritik, som f.eks. Rolling Stone og San Francisco Chronicle . Den har fået 43% opslutning på Rotten Tomatoes . Til trods for negative anmeldelser blev den en forholdsvis stor kommerciel succes og indtjente over $362 millioner på global basis.
Filmen blev i 2002 nomineret til fem Saturn Awards og to BAFTA-priser . Filmen blev imidlertid også i 2002 tildelt tre af de tvivlsomme filmpriser Razzie Awards ved Den 22. Razzie-Uddeling, blandt andet for værste genindspilning.